# ING Arena

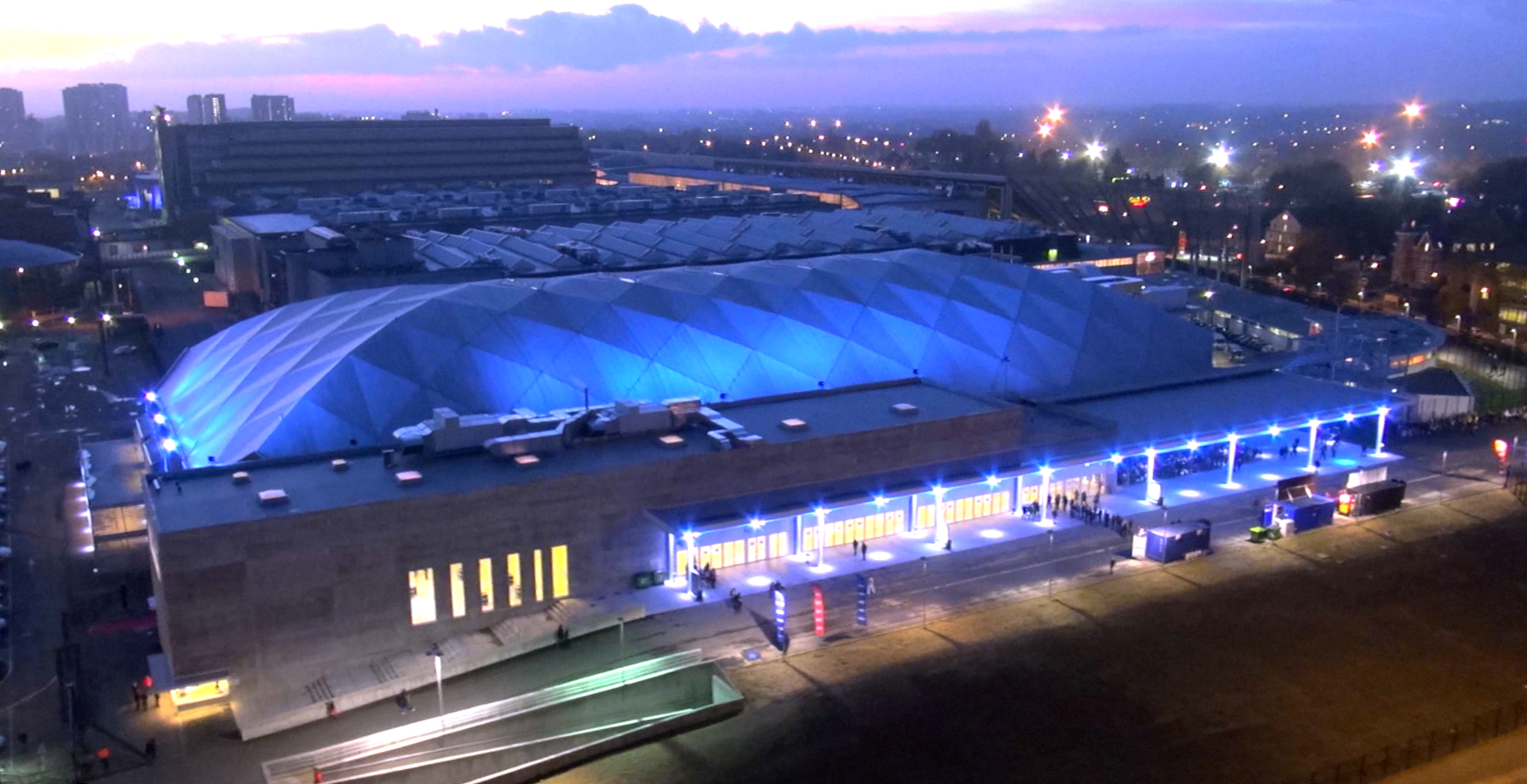
Vy från utsidan

ING Arena är en evenemangshall i Heysel, Bryssel, Belgien. Den kan ta 15 000 åskådare vid sport- och musikevenemang. Hallen invigdes 1989 och återinvigdes efter omfattande ombyggnationer 2013. Den utgör del av området Brussels Expo, som består av flera andra hallar numrerade på samma sätt.
Den har haft sitt nuvarande namn sedan september 2023 som del av ett sponsringsavtal, tidigare hette den Palais 12 (franska)/ Paleis 12 (nederländska).